# Пампушка
Пампу́шка (уменьш. от укр. пампух «пышка» от пол. pampuch «оладья» от нем. Pfannkuchen «блин» (от Pfanne «сковорода» и Kuchen «пирог»)) — пышка или оладья (лепёшка из муки); украинское (пампушка) название небольших круглых пышек из дрожжевого теста. В отличие от пышек, пампушки чаще выпекались, а не жарились. На Украине пампушки подаются к борщу, и преимущественно пампушки с чесноком.
Слово «пампушка» вошло в русский язык из украинского. У Даля это синоним слов пышки и оладьи. В Толковом словаре русского языка С. И. Ожегова оно объясняется как оладья, пышка и даётся с пометкой «разг.» — разговорное.
В русских поваренных книгах для обозначения пампушек использовалось слово пезы. Происхождение этого слова не совсем ясно — либо от французского pesard — вздыбленный, либо от итальянского pezzo — кусок.

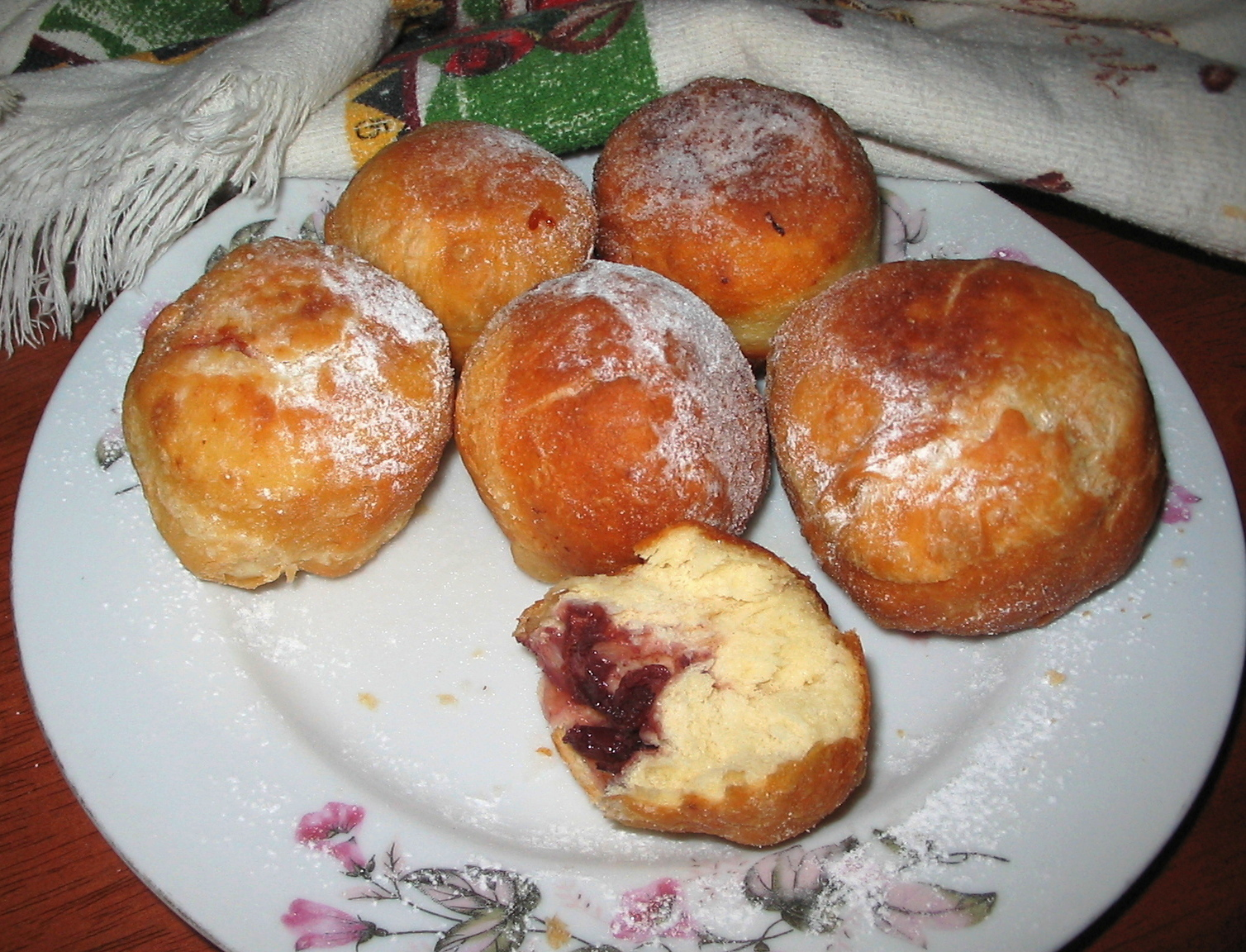
Пампушки с вишнями, припорошенные сахарной пудрой

Пампушки, или пезы, стали известны в России как произведение одесской мещанской (городской) кухни, перешедшей в ресторанную, а отчасти распространившееся во второй половине XIX века и в кухне украинского городского населения некоторых регионов Украины и получившее позднее как бы статус «народного».
В Одесской области так называется лепёшка из дрожжевого теста.
В современной Украине пампушки делают из сдобного дрожжевого теста (на яйцах, масле и молоке), замешивая его некруто и давая два раза подняться. Разделав тесто на «булочки» величиной с грецкий орех, обмакивают их в масло, дают вновь слегка подняться и затем варят на пару в формочках около 20—30 минут и допекают в духовке до лёгкого заколерования. Подают к борщу горячими, с подливкой из жареного лука или чеснока.